# Naturschutzgebiet Drispether Moor
Koordinaten: 53° 46′ 6,6″ N, 11° 23′ 55,3″ O

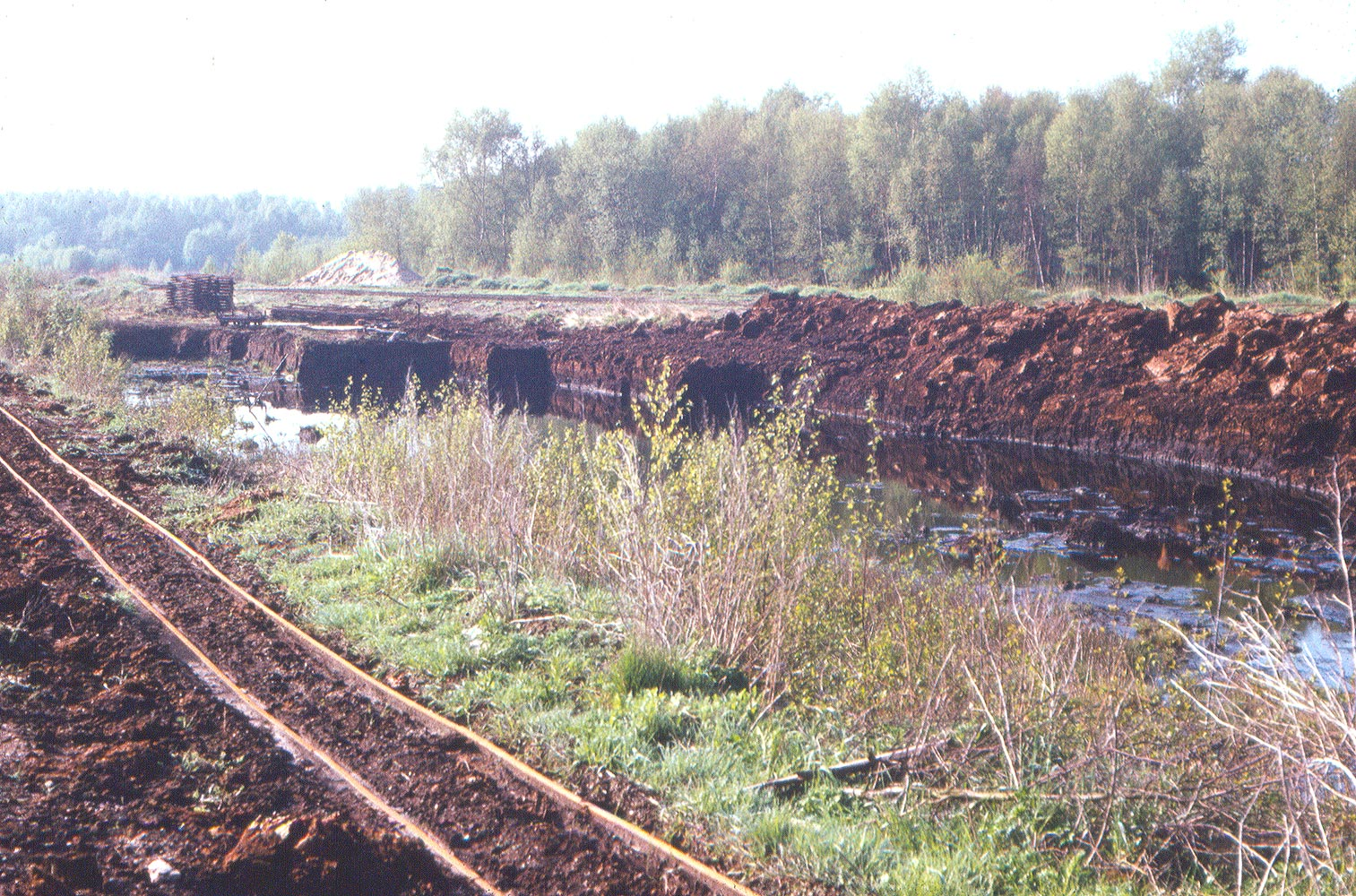
Torfabbau im Moor (1982)

Das Naturschutzgebiet Drispether Moor ist ein 68 Hektar umfassendes Naturschutzgebiet in Mecklenburg-Vorpommern. Es befindet sich südlich von Wismar und östlich von Drispeth und wurde am 23. März 1938 ausgewiesen. Durch die bereits im Jahr 1917 auf Initiative von Georg von Arnswaldt durch Herzog Friedrich Franz IV. vollzogene Übertragung der Flächen an den Heimatbund Mecklenburgs gilt das Drispether Moor als erstes Naturschutzgebiet Mecklenburgs. Der Schutzzweck bestand in der damaligen Zeit im Erhalt eines nicht ausgetorften Hochmoores. Der aktuelle Gebietszustand wird als unbefriedigend eingeschätzt. Bis heute erfolgt seit 1946 im Schutzgebiet industrieller Torfabbau. Nach Beendigung des Torfabbaus sollen die Flächen wiedervernässt werden. Eine Einsichtnahme in die Schutzgebietsflächen ist aufgrund des Torfabbaus und des umgebenden Waldes nicht möglich.

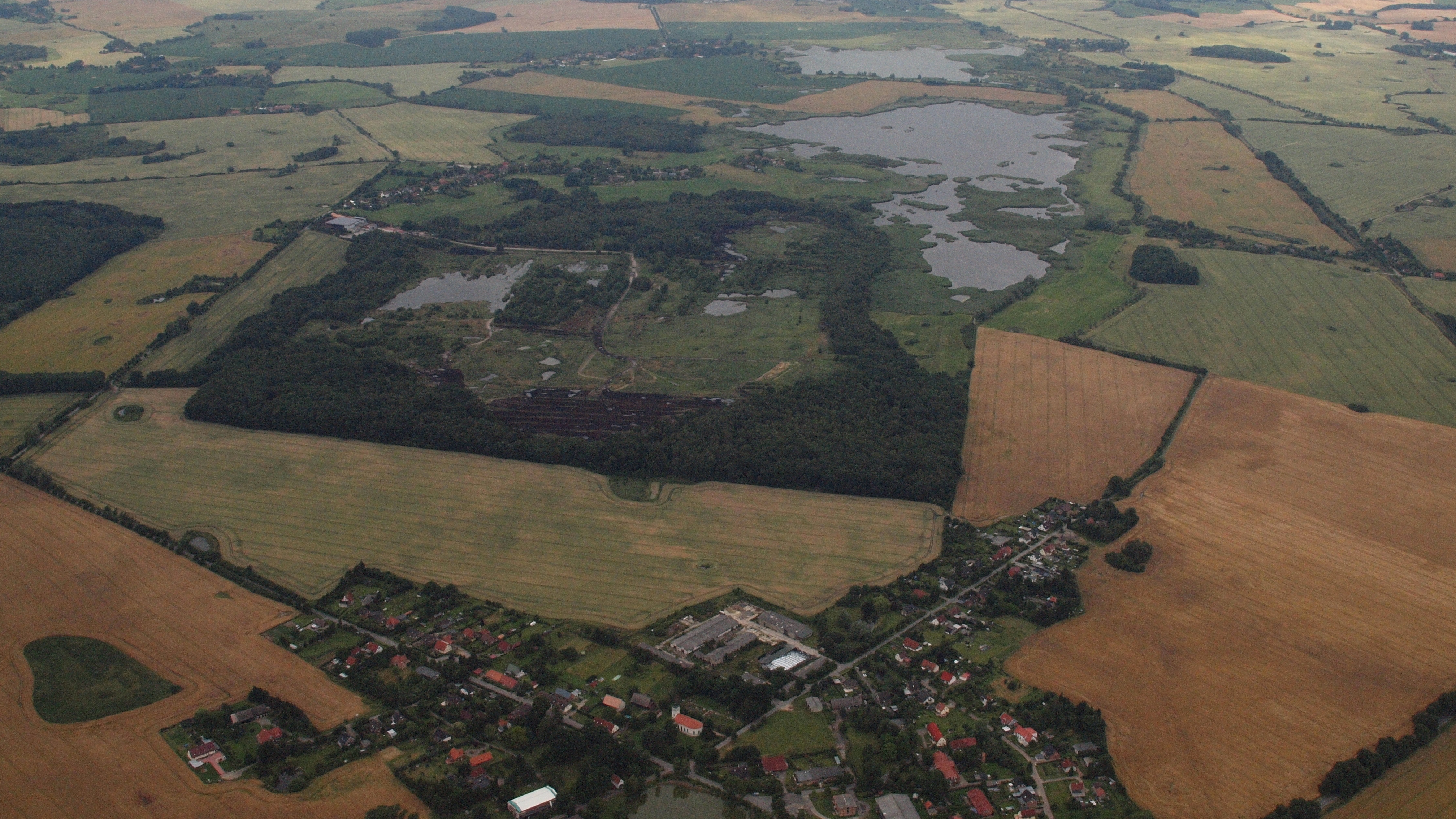
Naturschutzgebiet Drispether Moor, Luftaufnahme (2014)

Das Naturschutzgebiet ist Bestandteil des FFH-Gebietes Wald- und Kleingewässerlandschaft Dambecker Seen und Buchholz.